# TNA Knockout

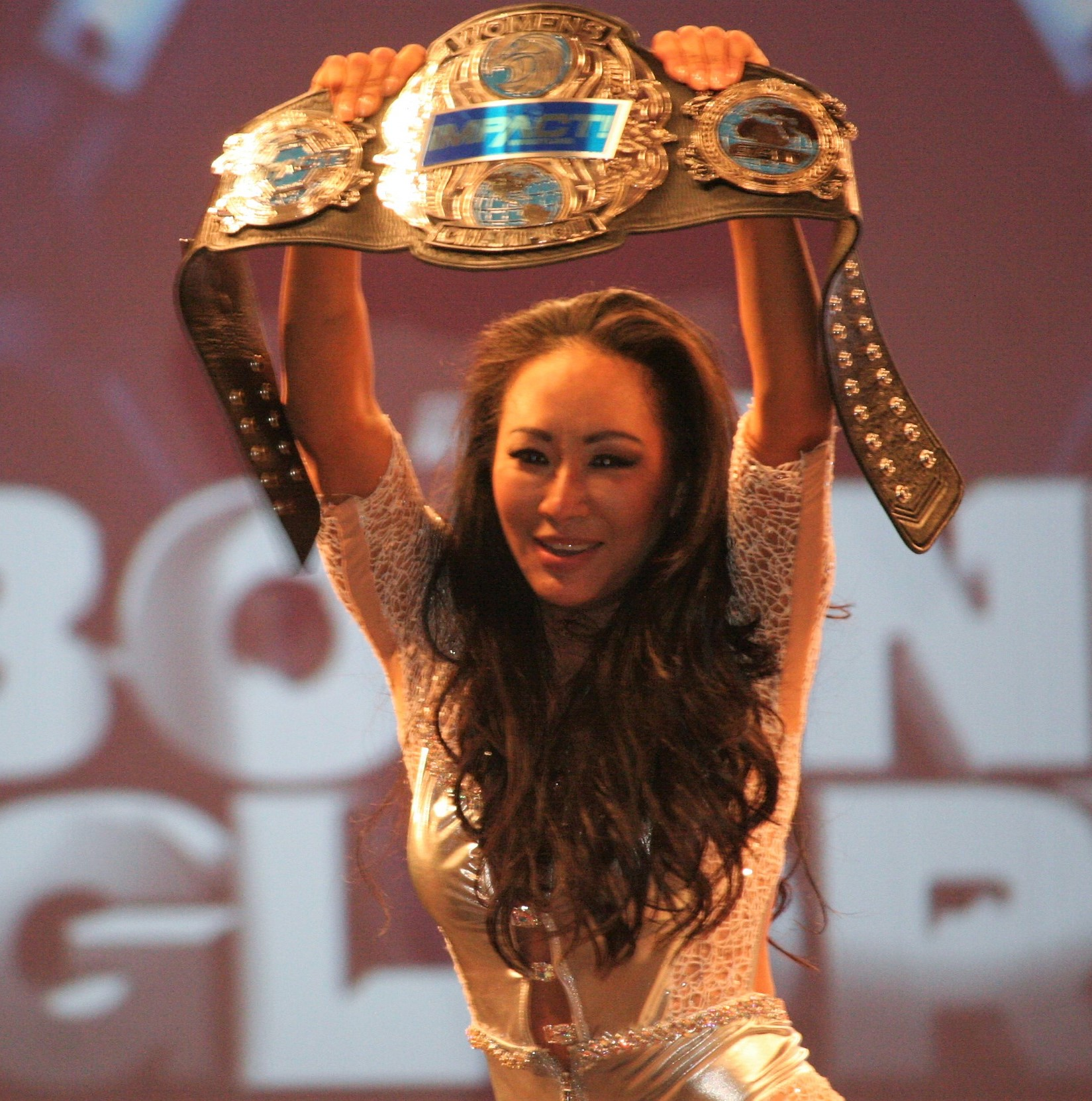
Gail Kim en tant que championne des Knockouts d'Impact Wrestling lors de l'événement Bound for Glory en novembre 2017.

Au catch, Knockout est le nom donné par la fédération Total Nonstop Action Wrestling pour désigner ses employés féminins (catcheuses, intervieweuses, managers).

## Histoire
Le terme Knockout vient d'un DVD de la TNA publié en 2006, Knockouts: The Ladies of TNA Wrestling, Vol.1, qui se concentre sur ses stars féminines.
En 2007 est créé le Championnat Féminin des Knockouts de la TNA, avec Gail Kim comme première championne. En 2009 sera créé un second titre, le Championnat Féminin par équipe de la TNA, pour un total de trois championnes à la fois dans la fédération (sauf cas spéciaux).

## Actuelles Knockouts de la TNA
| Knockout        | Palmarès |
| --------------- | --- |
| Gail Kim        | 5 fois Championne des Knockouts et 1 fois Championne par équipe des Knockouts avec Madison Rayne                                                          |
| Jade            | 1 fois Championne des Knockouts |
| Marti Belle     | |
| Allie           | 1 fois Championne des Knockouts |
| Madison Rayne   | 5 fois Championne des Knockouts et 2 fois Championne par équipe des Knockouts avec The Beautiful People : Lacey Von Erich et Velvet Sky, et avec Gail Kim |
| Tessa Blanchard | |
| Raquel          | |
| Rosemary        | |

## Anciens titres

### Miss TNA
La titre de Miss TNA est le premier titre féminin de l'histoire de la TNA. Il a été créé en juin 2002, avant d'être abandonné en novembre de la même année.

#### Historique
| # | Championne         | Jours     | Date             | Lieu       | Notes |
| - | ------------------ | --------- | ---------------- | ---------- | --- |
| 1 | Taylor Vaughn (it) | 42 jours  | 19 juin 2002     | Huntsville | En battant Alexis Laree, Elektra, Erin Bray, Francine, Miss Joni, Sasha, Shannon, et Teresa Tyler dans une bataille royale en sous-vêtements. |
| 2 | Bruce (en)         | 119 jours | 31 juillet 2002  | Nashville  | Vaughn répond au défi de Bruce, un catcheur travesti en femme, qui remporte le titre.                                                         |
| 3 | April Pennington   | <1        | 27 novembre 2002 | Nashville  | Bruce cède volontairement le titre à Pennington.                                                                                              |
|   | Titre abandonné    |           | 27 novembre 2002 | Nashville  | Le titre est abandonné juste après le transfert à Pennington.                                                                                 |

### TNA Babe/Knockout de l'année
Il s'agit d'une récompense attribuée par les fans, qui votent pour leur catcheuse favorite par le biais d'internet. Appelé Babe de l'année lors de la première édition, en 2003, il a ensuite été renommé Knockout de l'année en 2005, et ce jusqu'à ce que la récompense disparaisse (après 2007).

#### Historique
2003 : Trinity

2004 : Traci Brooks

2005 : Jackie Gayda

2006 : Christy Hemme

2007 : Gail Kim

## Queen of the Cage
Le Queen of the Cage est un match annuel féminin exclusif à la TNA, permettant à la femme qui la remporte de devenir challengeuse numéro 1 au Championnat féminin.
Il eut lieu deux années consécutives à Lockdown, en 2008 et 2009.

### Historique
| # | Vainqueur     | Autres participantes                                                                      | Show          |
| - | ------------- | ----------------------------------------------------------------------------------------- | ------------- |
| 1 | Roxxi Laveaux | Angelina Love, Christy Hemme, Jacqueline, Traci Brooks, Salinas, Rhaka Khan et Velvet Sky | Lockdown 2008 |
| 2 | ODB           | Daffney, Madison Rayne et Sojournor Bolt                                                  | Lockdown 2009 |